# Abba Seafood
Abba Seafood (tidigare Abba AB) är en svensk livsmedelsproducent som 2013 gick samman med systerbolaget Procordia. Abba Seafood inriktar sig på fisk- och skaldjursinläggningar. En av företagets produkter är Kalles kaviar som lanserades 1954. Idag har man produktion i Kungshamn i Bohuslän.

## Historia
Företaget grundades som Christian Gerhard Ameln A/S i Bergen 1838 av Christian Gerhard Ameln för handel med fisk. Ameln kom från en köpmannafamilj. På 1850-talet flyttade Amelns söner företaget till Stockholm under namnet Bröderne Ameln. 1872 tog sönerna Johan Gerhard och Carl Henrik Adolf Ameln över ledningen av företaget. År 1906 registrerades namnet AB Bröderne Ameln, ABBA. 1920 började man använda namnet Abba som varumärke.
På Rösholmen mellan Kungshamn och Smögen låg Munkens konservfabrik, som 1933 sålde sin produktion till "Aktiebolaget Bröderne Ameln". Tio år senare, 1943, flyttades hela Abbas produktion till ön. När företaget växte tog marken på Rösholmen slut och produktionen flyttades under tidigt 1970-tal till Hagaberg i Kungshamn, som ligger precis norr om Smögenbrons fäste på Kungshamnssidan. 1962 gick man samman med Fyrtornet AB i Göteborg och kom under 1960-talet att expandera. 

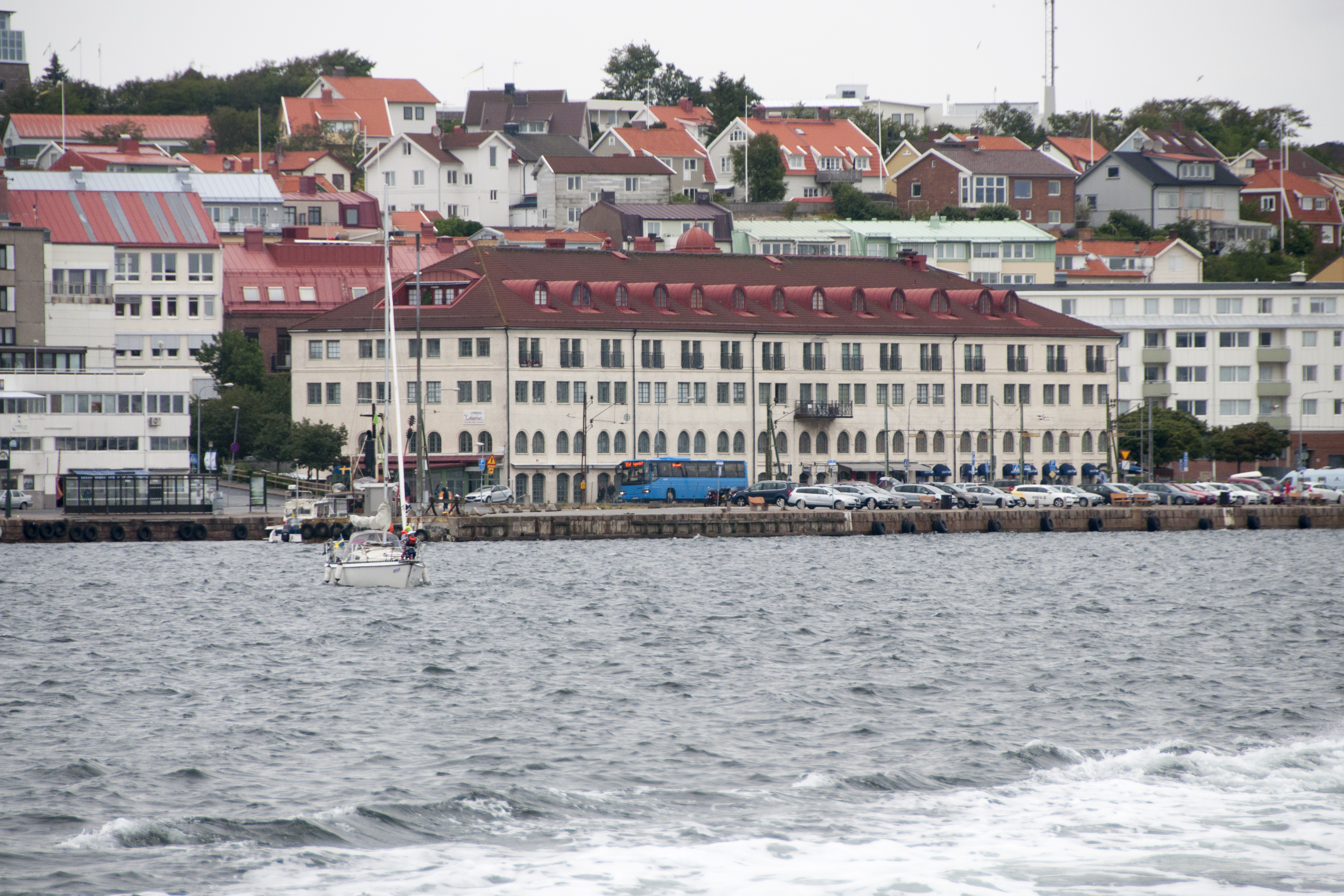
Abba-Huset i Lysekil var en av konservindustrierna som drevs fram till 1980-talet.

Abba har ingått i flera koncerner genom åren. 1969 köptes Abba upp av Pripps och 1975 följde Beijerinvest som ny ägare till Pripps. Det införlivades 1981 i Volvokoncernen, såldes till Procordia 1990 och därefter, 1995, till norska Orkla. Abba har även köpt upp konkurrenter som Bohusräkor AB, Glyngöre och Limfjordskompaniet.
2005 köpte Abba upp AB Hållöfisk, som sedan 1946 har sysslat med beredning av räkor och kräftor. Produktionsorter fanns tidigare på Rösholmen och i Uddevalla.
I april 2013 bildade systerbolaget Procordia och Abba Seafood ett gemensamt matföretag, Orkla Foods Sverige AB. Produkter som omfattas är bland annat Kalles kaviar, Abba inlagd sill, Abba Middagsklart, Ejderns orökta kaviar, Ejderns Drott-kaviar, Grebbestads Ansjovis Original, Abba tonfisk, Abba fiskbullar, Abba musslor, Svennes, Hållö och Lucullus.